# ドリームオファー〜一流アスリートにムチャなお願いしちゃいました!SP〜
『ドリームオファー〜一流アスリートにムチャなお願いしちゃいました!SP〜』（ドリームオファー〜いちりゅうアスリートにムチャなおねがいしちゃいました!スペシャル〜）は、フジテレビ系列で放送された日本のスポーツ番組・バラエティ番組・特別番組。

## 概要
超一流アスリートが「夢のお願い＝無茶なオファー」に挑戦するスポーツバラエティ番組。

## 放送日
※時刻はすべてJSTで記載する。
| 回数  | 放送日時                     | 視聴率 |
| ----- | ---------------------------- | ------ |
| 第1回 | 2012年4月28日 21:00 - 23:10  | 12.0%  |
| 第2回 | 2012年12月1日 21:00 - 23:10  | 12.5%  |
| 第3回 | 2013年12月14日 21:00 - 23:20 |        |

## 出演者

### MC
- 宮根誠司
- 本田朋子（フジテレビアナウンサー）
- 加藤綾子（フジテレビアナウンサー）

### ゲスト
第1回
- 亀田興毅
- 亀田大毅
- 石田純一
- 石田理子
- トリンドル玲奈
- 菜々緒
- IKKO
- 土田晃之
- オードリー（春日俊彰・若林正恭）
- 千鳥（ノブ・大悟）

### VTR出演
第1回
- 石川遼
- なでしこジャパンメンバー
- バレーボール全日本女子
- 石川雅規（東京ヤクルトスワローズ）
- 由規（東京ヤクルトスワローズ）
- 五十嵐圭（バスケット）
- 福永祐一（競馬）
- 菅野孝憲（柏レイソル）
- 豊ノ島（大相撲）
- 西村晃一（ビーチバレー）
- 米田功（体操）

## スタッフ

### 第3回(2013年12月14日放送分)
- 構成：松井洋介、天野敏宏、キンダイチ、吉村幹彦
- 美術プロデューサー：木村文洋
- デザイン：斎田崇史
- 美術進行：村瀬大
- CG：畑野絵里、神保聡、高橋康之
- TP：長田崇
- TD／SW：菊池謙
- CAM：松田幸佑
- AUD：野澤研二
- VE：松吉英明
- 照明：上瀧洋之
- 編集：相澤太郎、安田修、小山航平
- オフライン：杉原丈司
- MA：和光康彦
- TK：山本美衣
- 音効：金子寛史、小澤利之、手塚正志
- ロケ撮影：辻本豊、植松賢一
- 協力：フジアール、fmt、共同テレビジョン、共同エディット
- 撮影協力：東京ヤクルトスワローズ、リンク栃木プレックス、INAC神戸レオネッサ、筑波大学体操部
- 写真提供：アフロ、ゲッティイメージズ
- 編成：清水泰貴、大坊雄二
- 広報：鈴木良子
- 推進：黒崎進
- 渉外：藤山太一郎、吉田博章、加納慎介、荻谷俊介（荻谷→第2回でディレクター）、落合祐輔（落合→第2回でディレクター）
- AD：安達憲一、大田翔士、宮本優子、佐藤絵理
- デスク：馬場美紗、長沢有希
- ディレクター：大喜多高志、北山友亮、福田和也、青木僚平、池田浩士、錫木亮
- 演出：東園基臣
- プロデューサー：石川陽、秋葉英行
- チーフプロデューサー：岡泰二
- 制作協力：Big Face
- 制作：フジテレビスポーツ局
- 制作著作：フジテレビ

### 過去のスタッフ
- 構成：鈴木雅貴、笹川勇、遠藤英明、加藤正人、野地努
- 大道具：卜部徹夫
- 大道具操作：山本和成
- アクリル装飾：松本健
- 電飾：森智
- 特殊美術：樋口真樹
- アートオブジェ：荒川直史
- CAM：石井友幸
- ロケ撮影：照井純一
- TK：松本曜子
- 協力：八峯テレビ、東通、スタジオヴェルト、IMAGICA、まいづる
- AD：中村明博、駒嶺安里紗、新井田真美、杉浦翔太
- AP：高橋里沙
- デスク：伊東裕美
- 渉外：渡邊信治、松岡正修、万岡勢詞、中舘洋平
- ディレクター：高橋行広、飯田智哉
- 制作協力：NEXTEP